# Neostorena venatoria
Neostorena venatoria är en spindelart som beskrevs av William Joseph Rainbow 1914. Neostorena venatoria ingår i släktet Neostorena och familjen Zodariidae.
Artens utbredningsområde är Victoria, Australien. Inga underarter finns listade i Catalogue of Life.